# العلاقات الجامايكية الفيتنامية
العلاقات الجامايكية الفيتنامية هي العلاقات الثنائية التي تجمع بين جامايكا وفيتنام.

## مقارنة بين البلدين
هذه مقارنة عامة ومرجعية للدولتين:
| وجه المقارنة                                              | جامايكا       | فيتنام           |
| --------------------------------------------------------- | ------------- | ---------------- |
| المساحة (كم2)                                             | 10.99 ألف     | 331.69 ألف       |
| عدد السكان (نسمة)                                         | 2.95 مليون    | 94.66 مليون      |
| الكثافة السكانية (ن./كم²)                                 | 268.43        | 285.39           |
| العاصمة                                                   | كينغستون      | هانوي            |
| اللغة الرسمية                                             | لغة إنجليزية  | اللغة الفيتنامية |
| العملة                                                    | دولار جامايكي | دونغ فيتنامي     |
| الناتج المحلي الإجمالي (بليون دولار)                      | 14.77 مليار   | 234.19 مليار     |
| الناتج المحلي الإجمالي (تعادل القوة الشرائية) بليون دولار | 24.79 مليار   | 553.42 مليار     |
| الناتج المحلي الإجمالي الاسمي للفرد دولار أمريكي          | 5.23 ألف      | 2.48 ألف         |
| الناتج المحلي الإجمالي للفرد دولار أمريكي                 | 8.88 ألف      | 5.63 ألف         |
| مؤشر التنمية البشرية                                      | 0.719         | 0.666            |
| رمز المكالمات الدولي                                      | +1876         | +84              |
| رمز الإنترنت                                              | .jm           | .vn              |
| المنطقة الزمنية                                           | 00            | ت ع م+07:00      |

## منظمات دولية مشتركة
يشترك البلدان في عضوية مجموعة من المنظمات الدولية، منها:
| علم المنظمة | اسم المنظمة                        | تاريخ انضمام جامايكا | تاريخ انضمام فيتنام |
| ----------- | ---------------------------------- | -------------------- | ------------------- |
|             | يونسكو                             | 7 نوفمبر 1962        | 6 يوليو 1951        |
|             | وكالة ضمان الاستثمار متعدد الأطراف | 12 أبريل 1988        | 5 أكتوبر 1994       |
|             | الأمم المتحدة                      | 18 سبتمبر 1962       | 20 سبتمبر 1977      |
|             | الاتحاد البريدي العالمي            | ?                    | ?                   |
|             | البنك الدولي للإنشاء والتعمير      | 21 فبراير 1963       | 21 سبتمبر 1956      |
|             | المنظمة الهيدروغرافية الدولية      | ?                    | ?                   |
|             | الاتحاد الدولي للاتصالات           | 18 فبراير 1963       | 24 سبتمبر 1951      |
|             | منظمة حظر الأسلحة الكيميائية       | ?                    | ?                   |
|             | مؤسسة التمويل الدولية              | 31 مارس 1964         | 4 أغسطس 1967        |
|             | منظمة التجارة العالمية             | ?                    | 11 يناير 2007       |
|             | منظمة الشرطة الجنائية الدولية      | ?                    | ?                   |

## وصلات خارجية
- موقع وزارة الخارجية الجامايكية
- موقع وزارة الخارجية الفيتنامية